# .ax
A .ax az Åland-szigetek internetes legfelső szintű tartomány kódja, melyet 2006-ban hoztak létre.

## Története
2006. február 17-én a finn törvényhozás módosította a legfelső domainneveket szabályozó törvényt, s belevette a .ax végződést is. Egy hároméves időszak alatt az aland.fi domainnevet kiírják, de ezzel együtt használhatóvá válik a .ax végződés is. Ezt követően nem fogadnak el az aland.fi tár alá bejegyezni kívánt neveket, és minden, a törvény előtt létrejött címet változatlan formában átvisznek a.ax.fi névtérbe.
Március 17-én Tarja Halonen finn elnök aláírta a törvényjavaslatot, mely így március 27-én életbe léphetett. Åland kormánya a törvénymódosítás hatálybalépését követően azonnal elkezdte az új névtérbe beérkező igények befogadását.
Az ICANN június 9-én kijelölte, hogy a .ax legfelső domainnevet Åland kormánya használhatja. A .ax területkódot június 21-én kapcsolták be a gyökérzónába, s augusztus 15-én aktiválták.

## A regisztráció feltételei
Domain nevet annak lehet kijelölni, aki:
- Jogi személyiséggel rendelkezik, és Åland szigetén üzletvitelileg regisztrálva van.
- Az a közszolgáltatáshoz tartozó egyén, kormányzati vállalat, közintézmény vagy nyilvánosan működő vállalat, mely Ålandon tevékenykedik vagy itt van bejelentve.
- Legalább 15 éves magánszemély, kinek a lakóhelye szerinti önkormányzata Ålandon van, vagy az autonómia-törvény értelmébe a belföldiekkel megillető jogokat élvez.

## Fordítás
- Ez a szócikk részben vagy egészben  a(z)   .ax című angol Wikipédia-szócikk ezen változatának fordításán alapul.  Az eredeti cikk szerkesztőit annak laptörténete sorolja fel. Ez a jelzés csupán a megfogalmazás eredetét és a szerzői jogokat jelzi, nem szolgál a cikkben szereplő információk forrásmegjelöléseként.